# Amnesia (Belgische muziekgroep)
Amnesia was een Belgisch New Beat-muziekproject.

## Geschiedenis
Aanvankelijk was Amnesia een eenmansproject van Stephan Novak. Hij componeerde en speelde alle tracks op het eerste album in. 
Vervolgens ging hij ermee naar de Disco Smash Shop te Menen om het album uit te brengen. Producers Michel Nachtergaele en Bruno Vangarsse gingen akkoord, maar voegde twee dj's toe aan het concept. De groep had succes met de singles Ibiza ('88) en Hysteria ('89) en bepaalde mee de toekomstige sound van de Europese technoscene.
De twee producers gingen na de eerste succesvolle lp verder zonder Novak.

## Bandleden
- Benoit Marissal
- Bruno Van Garsse
- Michel Nachtergaele
- Pascal Pante
- Patrick Cools
- Shortbus
- Stephan Novak

## Discografie[2]

### Albums
- Hysteria (1988)
- From Here to Eternity (1990)

### Singles en ep's
- Ibiza (1988)
- It's A Dream (1989)
- Hysteria (1989)
- Drop The Stick (1990)
- From Here to Eternity (1991)
- Deep Dark Night (1993, ft. Patrick Juvet)
- Don't Crack Under Pressure (1993)

### Compilaties
- Beach Cassette 89 (1989)